# Eporiella ceylonica
Eporiella ceylonica är en insektsart som beskrevs av Melichar 1914. Eporiella ceylonica ingår i släktet Eporiella och familjen Tropiduchidae. Inga underarter finns listade i Catalogue of Life.